# 彩葉ゆめ
彩葉 ゆめ（いろは ゆめ、9月20日 - ）は、宝塚歌劇団花組に所属する娘役。
山口県山口市、山口大学教育学部附属山口中学校出身。身長162cm。愛称は「ゆめみっち」、「YUME」。

## 来歴
2022年4月、宝塚音楽学校に入学。
2024年3月、宝塚音楽学校を卒業し、第110期生として宝塚歌劇団に首席入団。同月、月組宝塚大劇場公演「Eternal Voice 消え残る想い／Grande TAKARAZUKA 110!」で初舞台。公演終了後、組回りを経て2025年3月11日付で花組に配属。
2025年の阪急阪神初詣ポスターモデルに起用。
2025年7月、宝塚大劇場公演「悪魔城ドラキュラ」新人公演で新人公演初ヒロイン。入団2年目での抜擢となった。

## 主な舞台

### 初舞台
- 2024年3 - 5月、月組『Eternal Voice 消え残る想い／Grande TAKARAZUKA 110!』（宝塚大劇場）

### 組回り
- 2024年6 - 7月、月組『Eternal Voice 消え残る想い／Grande TAKARAZUKA 110!』（東京宝塚劇場）
- 2024年9 - 2025年1月、花組『エンジェリックライ／Jubilee』

### 花組時代
- 2025年6 - 9月、『悪魔城ドラキュラ／愛, Love Revue!』 - 半妖精、新人公演：マリア・ラーネッド（本役：星空美咲）新人公演初ヒロイン[7][8]
- 2025年11 - 12月、『DEAN』（ドラマシティ・日本青年館ホール）